# Kandyse McClure
Kandyse McClure (rojena kot Candice McClure), južnoafriško-kanadska igralka, * 22. marec 1980, Durban, Južna Afrika.
Znana je predvsem po vlogi Anastasie »Dee« Dualla v ameriški znanstvenofantastični seriji Bojna ladja Galactica, ki je bila posneta med letoma 2004 in 2009.